# Berlin–Drezda-vasútvonal
A Berlin–Drezda-vasútvonal egy 174,2 km hosszúságú, normál nyomtávolságú, részben kétvágányú, 15 kV 16,7 Hz-cel villamosított, 200 km/h sebességre alkalmas vasútvonal Németországban Berlin és Drezda között, amelyet eredetileg a Berlin-Dresdener Eisenbahn-Gesellschaft épített és üzemeltetett.
A 2017 decemberében befejezett korszerűsítések 160 km/h maximális sebességet tettek lehetővé. Az új jelzőberendezések kiépítése után 2020-tól a sebességet 200 km/h-ra növelték.

## Története

### 1945-ig
1848-ban a Berlin-Anhalti Vasúttársaság megnyitotta a Jüterbog-Röderau-vasútvonalat, amely csatlakozott a Lipcse–Drezda-vasútvonalhoz, és megteremtette az első közvetlen vasúti összeköttetést Berlin és Drezda között. 1872-ben megalapították a Berlin-Dresden Vasúttársaságot, hogy egy 12 km-rel rövidebb, Elsterwerdán átvezető, konkurens vonalat építsen. Ezt az útvonalat 1875. június 17-én nyitották meg. A Berlin és Drezda közötti távolsági forgalom a második világháború végéig megoszlott a két útvonal között.
1877. október 1-jén a vonal üzemeltetését a Porosz államvasutak vette át. 1887. január 24-én Szászország és Poroszország szerződést kötött, amelynek értelmében a vállalat tulajdonjoga 1887. április 1-jétől Poroszországra szállt. Ez a szerződés arról is rendelkezett, hogy az Elsterwerda–Drezda szakasz 1888. április 1-jén újra a szász kormányhoz került, és ekkor a Szász Királyi Szász Államvasutak része lett.

Az Eredeti berlini állomás Drezdában

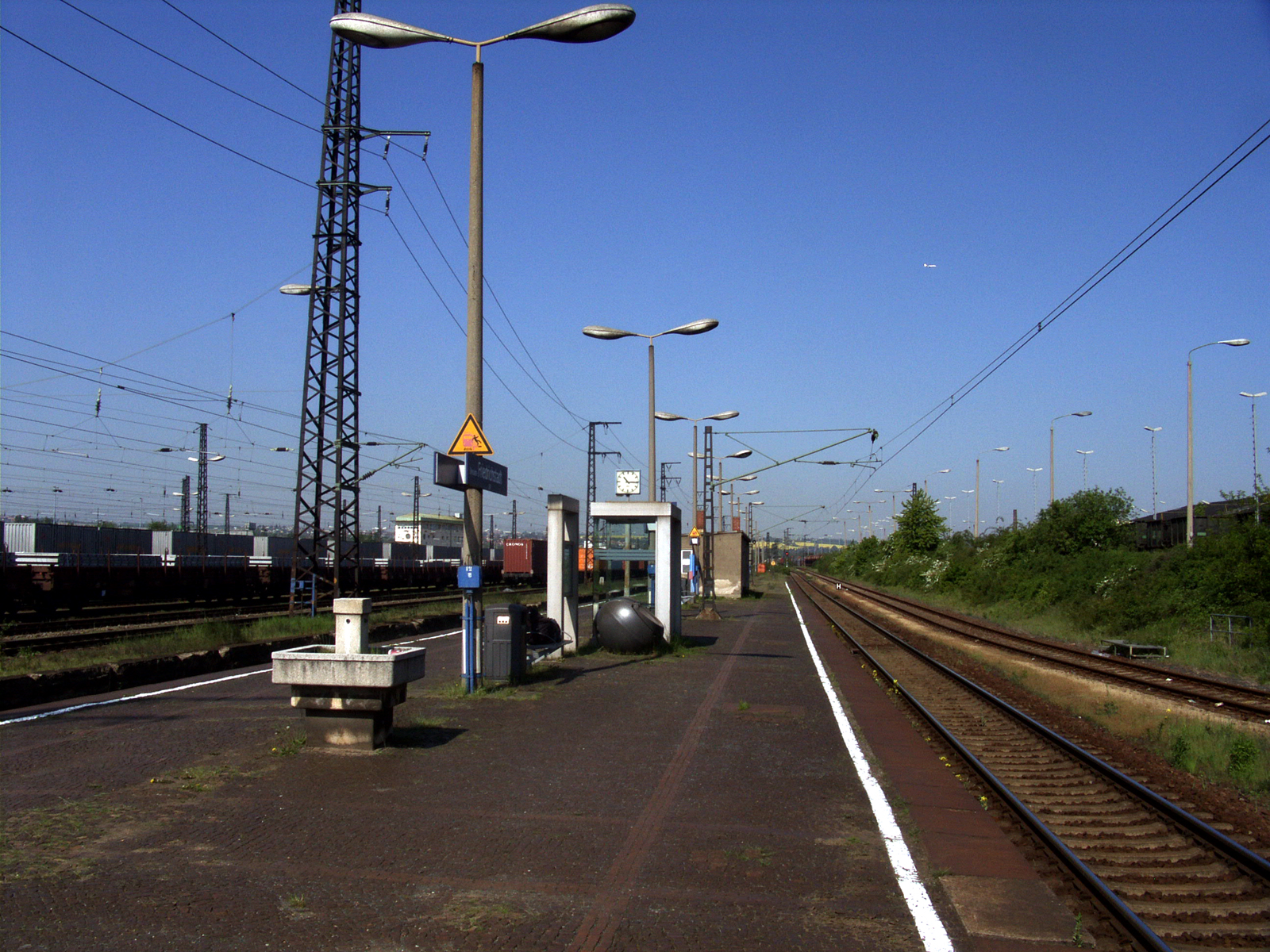
A korábbi berlini állomás Drezdában, ma egy teherpályaudvar része

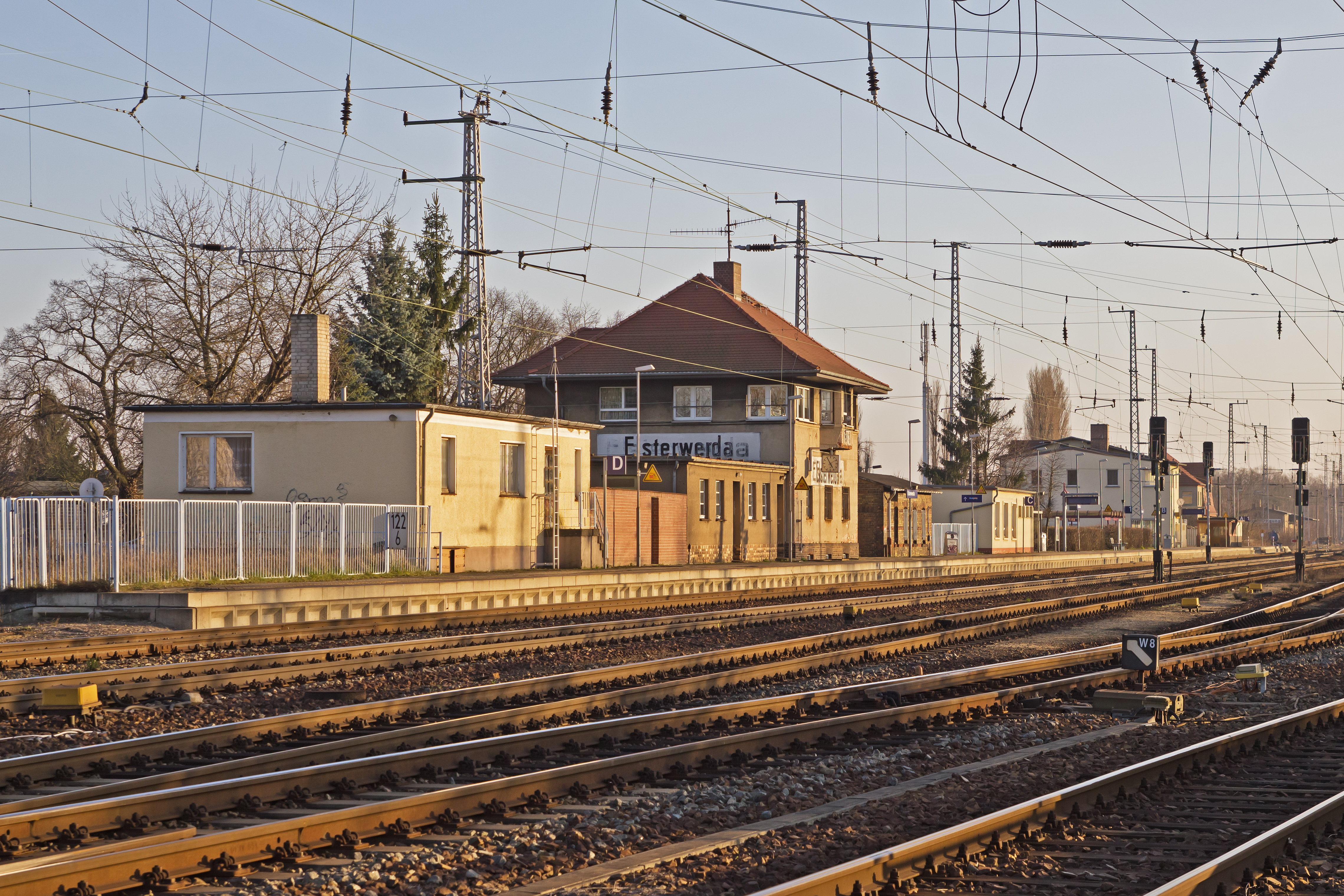
Elsterwerda állomás

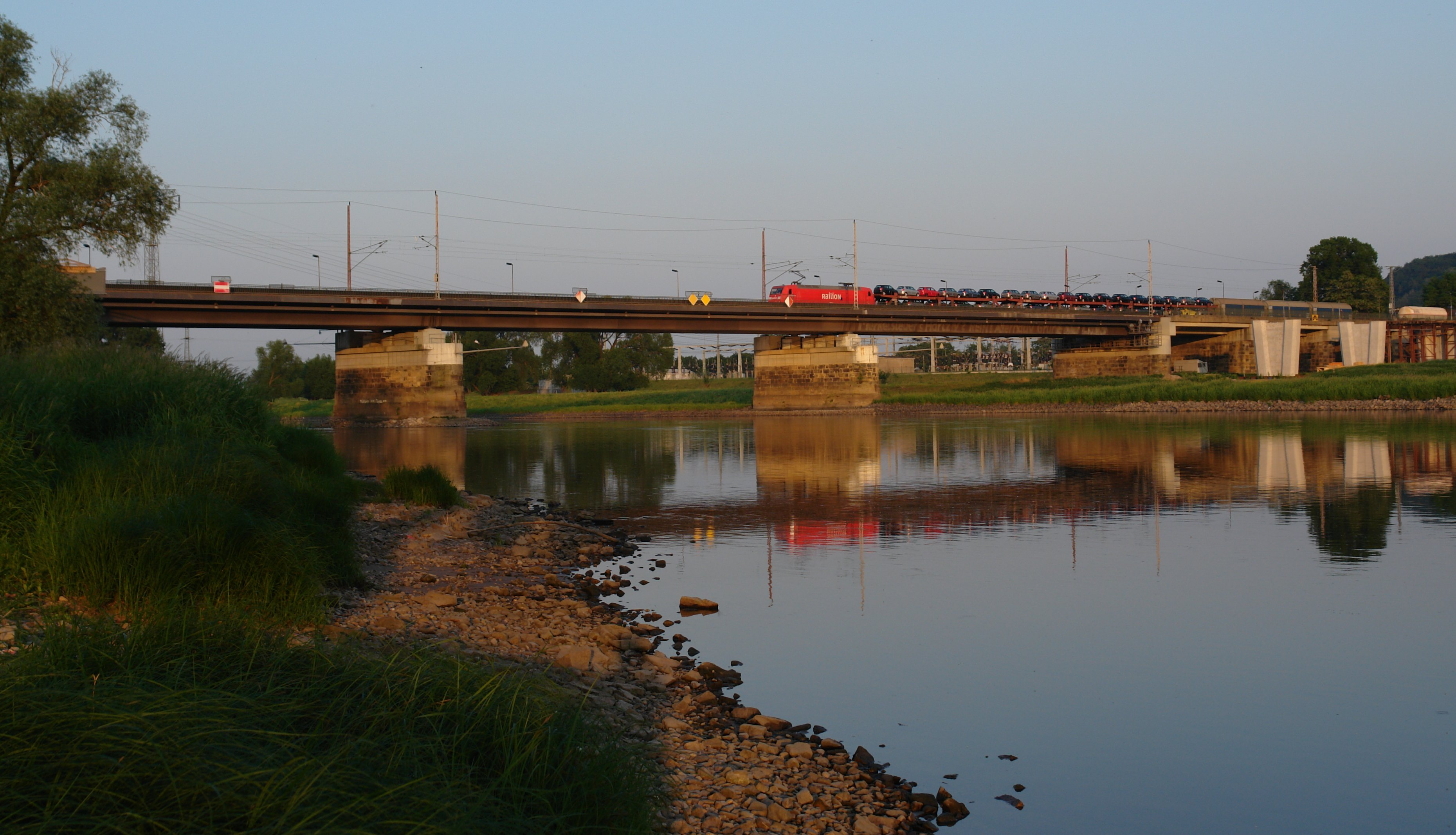
Az Elba híd Niederwarthaban

A vonal mindkét végén új állomások épültek, a Dresdner Bahnhof (Drezdai pályaudvar) Berlinben és a Berliner Bahnhof (Berlini pályaudvar) Drezdában. Mindkét állomást csak rövid ideig használták. 1882-ben a berlini Drezdai pályaudvart (a mai Gleisdreieck U-Bahn állomás és a Luckenwalder Strasse egykori postaállomás helyén) bezárták a személyforgalom számára. A vonal berlini végállomását egy kicsit északabbra, az Anhalter Bahnhof (Anhalt állomás) nevű helyre helyezték át. Nem sokkal később a drezdai vasúti csomópont átalakításának részeként a drezdai berlini pályaudvart is feladták. Helyére a Drezda-Friedrichstadt pályaudvar épült, amelyet 1894 óta használnak a teher- és a regionális járatok. Azóta a távolsági járatok Radebeul-Zitzschewig felé kanyarodnak a Lipcse–Drezda vonalon és Drezda-Neustadt felé a drezdai főpályaudvarra. Ezzel szemben a Lipcsébe és Lipcséből induló tehervonatok a Berlin-Dresden vasútvonalon közlekednek Radebeul-Naundorf állomásról Friedrichstadtig.
1875-től az első világháborúig a porosz katonai vasútvonal párhuzamosan futott a Berlin és Zossen közötti vonallal. Ezt a vonalat 1919-ben felszámolták. 1901 és 1904 között nagysebességű kísérleteket végeztek elektromos mozdonyokkal és vasúti kocsikkal, és akár 210,8 km/h sebességet is elértek. A drezdai vonalon egy új vasúti hidat kellett építeni az S-Bahn mariendorfi (ma Attilastraße) állomásától délre a Teltow-csatorna 1905-ös megépítése miatt.
1936-ban Berlin és Drezda között nagysebességű expresszjárat indult a Henschel-Wegmann vonattal, amely 100 perc alatt tette meg a távot. A berlini elővárosi vonalakat 1939-ben és 1940-ben villamosították. A berlini S-Bahn 1939. május 15-én indult el a Priesterweg és Mahlow között, 1940. október 6-án pedig az S-Bahnt meghosszabbították Rangsdorfig. Az S-Bahn Berlin déli részén a távolsági személy- és tehervonatokkal közös pályán közlekedett. Az 1930-as évek végén megkezdődtek a munkálatok az S-Bahn és a távolsági vonatok szétválasztására szolgáló új vágányok építésén, de a második világháború kezdetére ez a munka nem fejeződött be.
1945 áprilisában a háború következtében az S-Bahn-közlekedés megszűnt.

### Újranyitás 1945-ben
A háború 1945-ös befejezése után a vasútvonalat a szövetségesek súlyosan megrongálták. Ezenkívül a berlini Teltow-csatorna feletti hidakat a háború utolsó napjaiban a német hadsereg felrobbantotta. Később a vonal második vágányát lebontották, hogy jóvátételt nyújtsanak a Szovjetuniónak. Csak két vágányt állítottak helyre ezeken a hidakon. A forgalom 1945 augusztusa és októbere között indult újra. Mariendorf és Marienfelde állomások között az S-Bahn járatok és a fennmaradó személy- és teherszállító járatok közös kétvágányú szakaszon közlekedtek. Rangsdorf és Wünsdorf között gőzzel működő elővárosi vonatok közlekedtek, amelyek csatlakoztak az S-Bahnhoz.
Németország és Berlin felosztása a Berlin-Drezda vonal forgalmát is érintette. A vonalról 1951-ben keleti irányban egy összekötő kanyart építettek, amely az újonnan létrehozott berlini külső gyűrűhöz csatlakozott. A Drezdából érkező távolsági vonatok ezt használták Nyugat-Berlin elkerülésére. A nyugat-berlini területen lévő végállomásokat bezárták, köztük az anhalti állomást 1952. május 18-án. Ezt követően a regionális járatok a külső gyűrűn keresztül jutottak el a kelet-berlini Schöneweide, Lichtenberg vagy Ostbahnhof állomásokra. Csak a Rangsdorfból induló S-Bahn járat haladt át a határon Nyugat-Berlinbe. A teherszállító járatok továbbra is Nyugat-Berlinben közlekedtek északról Marienfelde állomásig (többek között a mariendorfi gázművekhez és a marienfeldei Daimler gyárhoz). A Marienfelde állomástól délre megmaradt távolsági vágányokat a következő évtizedekben részben leszerelték vagy benőtte a növényzet.
A berlini fal 1961. augusztus 13-i megépítése után a Lichtenrade és Mahlow közötti S-Bahn-üzemet megszüntették. Az S-Bahn-járatok kezdetben ingajáratot üzemeltettek Mahlow és Rangsdorf között, de ezt 1961. október 9-én a javítási és tárolási lehetőségek hiánya miatt megszüntették. Wünsdorfból ingázó vonatok közlekedtek a Schönefeld repülőtér állomásra. 1962-től S-Bahn járat közlekedett Berlinbe. 1963. május 26-tól egy VT 2.09 sorozatú sínbuszból álló ingavonat ("malac-taxi" néven ismert) közlekedett Mahlow és Blankenfelde között, csatlakozva a külső gyűrű járataihoz.

### A vonal korszerűsítése az 1960-as évek óta
Az egyvágányú vonal alacsony kapacitása és a pálya rossz állapota sokáig üzemeltetési problémákat okozott. A vonalon a nagy teherforgalom miatt a gyors személyszállító vonatok számára csak kevés menetvonal maradt. Javulás 1972-ben következett be, miután a teljes vonalat kétvágányúvá építették át. Az 1960-as években megkezdődött a vonal maximális sebességének 160 km/h-ra történő emelése. A Baruth/Mark és Brenitz-Sonnewalde közötti állomásokat a peronok mellékvágányokra való áthelyezésével a nagy sebességhez alakították át. Különböző okokból a vonatok továbbra is csak 120 km/h sebességgel közlekedhettek. A Drezda-Friedrichstadt és Radebeul-Naundorf közötti szakaszt 1969. szeptember 28-án villamosították. A berlini külső gyűrűhöz vezető vonal többi részét, beleértve a gyűrű két összekötő kanyarját is, 1979 és 1983 között szakaszosan villamosították. Az S-Bahn Marienfelde és Lichtenrade közötti nyugat-berlini szakaszán, amelyet 1980 szeptemberében egy sztrájk miatt lezártak, 1988-ban állították helyre a közlekedést. A vonalon csak egy vágány volt.
A vonalon sűrű volt a gyorsforgalom Csehszlovákia, Magyarország, Románia és Ausztria, valamint Kelet-Németország déli része felé. Schönefeld és Wünsdorf között óránként közlekedtek regionális járatok, néhány Baruthig közlekedtek tovább. Délebbre a helyi forgalom alacsony volt: Baruth és Elsterwerda között sokáig csak napi négy személyvonat közlekedett. Elsterwerdától délre már csak néhány járat közlekedett.

### Korszerűsítések 1990 óta
A berlini fal leomlása után az S-Bahn egyvágányú vonalát Lichtenrade és Mahlow között újjáépítették, és 1992. augusztus 31-én helyreállították a Blankenfelde felé közlekedő járatokat. Alkalmanként tehervonatok közlekedtek az S-Bahn déli vágányain, beleértve a szemetet szállító vonatokat is. 1992 januárja és májusa között átfogó felújítási munkálatokat végeztek a pályán. A sebességkorlátozást 1992 májusában 160 km/h-ra emelték. Ez 35 perccel csökkentette a távolsági vonatok menetidejét. 2019 augusztusában a Drezda-Neustadt és Berlin-Südkreuz közötti menetidő 102 perc volt.